# Have Dreams!
「Have Dreams!」（ハヴ・ドリームズ）は、May J.の9枚目のシングル。2016年8月3日に、rhythm zoneからリリースされた。

## 解説
タイトル曲「Have Dreams!」は、NHKワールドTV「J-MELO」の平成28年度オープニング曲としてタイアップされた。
収録曲の「Have Dreams!」(English Ver.)は、「Tetsuya Komuro × Tsunku♂ feat. May J.」名義で先行配信された。
CD＋Blu-ray、CD＋DVD、CDの3形態でリリースされた。
音楽プロデューサー同士またミュージシャン同士として同業者である小室哲哉とつんく♂の初の共作となる作品である。

## 収録曲
CD (全形態共通)
1. 「Have Dreams!」
  - NHKワールドTV「J-MELO」の平成28年度オープニング曲
  - 作詞：つんく、作曲：小室哲哉、編曲：平田祥一郎
2. 「Glory Wave」
  - GMOクリック証券「競泳日本代表応援CM」CMソング[3]
  - 　作詞：伊織、作曲、編曲：大島こうすけ
3. 「Can't Take My Eyes Off You」
  - フランキー・ヴァリのカヴァー曲[2]。
  - 作詞、作曲：BOB CREWE, BOB GAUDIO 編曲：笹路正徳
4. 「Have Dreams!」(English Ver.)
  - 作詞：つんく、英訳：Alisa K[4] 作曲：小室哲哉、編曲：平田祥一郎
5. 「Have Dreams!」(Off vocal)
6. 「Glory Wave」 (Off vocal)
7. 「Can't Take My Eyes Off You」 (Off vocal)

Blu-ray・DVD
Studio Session Clip
1. 「Have Dreams!」
2. 「Glory Wave」
3. 「Can't Take My Eyes Off You」
  - 特典映像：Off Shot Movie (Jacket Shooting) Blu-ray版のみに収録[2]

## 参加ミュージシャン
M-1,4 「Have Dreams!」
- TK's Manipulator：岩佐俊秀
- Vocal Produce：和田昌哉
- Programming：平田祥一郎

M-2 「Glory Wave」
- Programming,Organ & Keyboards：大森こうすけ
- Drums：山崎慶
- Bass：IKUO
- Guitar：菰口雄矢
- Horns：FIRE HONES

M-3「Can't Take My Eyes Off You」
- Piano：笹路正徳
- Electric Bass：高水健司
- Drums：山木秀夫
- Percussion：木村“キムチ”誠
- Trumpet ：西村浩二、菅坡雅彦
- Alto Sax ：本間将人、萓生昌樹
- Tenor Sax ：小池修、竹野昌邦
- Baritone Sax ：山本拓夫
- Musician Conductor：加納迅 (Face Music)